# 加列戈斯德亚尔塔米罗斯
加列戈斯德亚尔塔米罗斯，是西班牙卡斯蒂利亚-莱昂阿维拉省的一个市镇。 总面积21km2, 总人口100人（2001年），人口密度5人/km2。